# Hyllus argyrotoxus
Hyllus argyrotoxus är en spindelart som beskrevs av Simon 1902. Hyllus argyrotoxus ingår i släktet Hyllus och familjen hoppspindlar. Inga underarter finns listade i Catalogue of Life.